# Sarsameira elongata
Sarsameira elongata är en kräftdjursart som först beskrevs av Georg Ossian Sars 1909.  Sarsameira elongata ingår i släktet Sarsameira och familjen Ameiridae. Inga underarter finns listade i Catalogue of Life.